# سارولي
سارولي، (بالإنجليزية: Sarule)‏، هي بلدية، في مقاطعة نوورو، في إقليم سردينيا الإيطالي، وتقع على بعد حوالي 170 كم (110 ميل) شمال كالياري وحوالي 15 كم (9 ميل) جنوب غرب نوورو. في 31 ديسمبر 2004، كان عدد سكانها 1864 نسمة ومساحة 52.6 كيلومتر مربع (20.3 ميل مربع).

## السكان
في سنة 1861 بلغ عدد السكان 1٬425 نسمة، وتطور العدد ليصل في سنة 2011 لـ 1٬770 نسمة.
يظهر هذا المخطط البياني تطور النمو السكاني لـ سارولي